# Rhachis
Rhachis é um género de gastrópode  da família Cerastuidae.
Este género contém as seguintes espécies:
- Rhachis comorensis
- Rhachis sanguineus